# 5522 De Rop
5522 De Rop (1991 PJ5) là một tiểu hành tinh vành đai chính được phát hiện ngày 3 tháng 8 năm 1991 bởi Elst, E. W. ở La Silla.